# Henri Bouchard (homme politique)
Pour les articles homonymes, voir Henri Bouchard et Bouchard.
Henri Bouchard (18 février 1761, Villy-en-Auxois - 15 mai 1818, Poitiers), est un homme politique français.

## Biographie
Avocat à Dijon avant la Révolution, il devint procureur de la commune, conseiller municipal de Dijon, conseiller de préfecture de la Côte-d'Or le 16 mars 1809, et procureur général près la Cour impériale de Poitiers. 
Il fut nommé par le Sénat conservateur, le 4 mai 1811, député de la Côte-d'Or au Corps législatif, vota en 1814 la déchéance de Napoléon, présenta un rapport demandant la fermeture des boutiques les dimanches et fêtes, parla contre la liberté de la presse, pour le maintien de la taxe du sel, pour la restitution au clergé des biens d'église non vendus, et appuya énergiquement le gouvernement dans ses mesures fiscales, dans la question de l'organisation de la Cour de cassation, dans la défense des prérogatives de la Chambre des pairs, etc. Il n'a pas fait partie. d'autres législatures.

## Pour approfondir